# Hainau
Hainau település Németországban, Rajna-vidék-Pfalz tartományban. Lakosainak száma 161 fő (2023. december 31.). Hainau Ruppertshofen, Miehlen és Himmighofen községekkel határos.

## Népesség
A település népességének változása:
| Lakosok száma | 145  | 177  | 164  | 161  | 157  | 161  |
|               | 1975 | 2017 | 2019 | 2021 | 2022 | 2023 |